# Patu samoensis
Espèce
Patu samoensis est une espèce d'araignées aranéomorphes de la famille des Symphytognathidae.

## Distribution
Cette espèce est endémique d'Upolu aux Samoa,.

## Description
La femelle holotype mesure 1,63 mm.

## Étymologie
Son nom d'espèce, composé de samo[a] et du suffixe latin -ensis, « qui vit dans, qui habite », lui a été donné en référence au lieu de sa découverte, les Samoa.

## Publication originale
- Marples, 1951 : Pacific symphytognathid spiders. Pacific science, vol. 5, p. 47-51 (texte intégral).